# Werner – Beinhart!
Werner – Beinhart! ist eine deutsche Comicverfilmung aus dem Jahr 1990, die sowohl Realfilm- als auch Zeichentrickfilm-Sequenzen enthält. Der Film basiert auf den Werner-Comics von Rötger „Brösel“ Feldmann, der auch selbst im Film mitspielt. Die Zeichentrick-Abschnitte sind in die Realfilm-Rahmenhandlung eingeflochten. Der Film zog bisher vier Fortsetzungen nach sich.

## Rahmenhandlung
Eines Nachts hat der Landpfarrer Adalbert Amen nahe einem Waldstück eine Autopanne. Durch Zufall entdeckt er ein Wesen namens Rumpelstilzchen, ein Erlebnis, das ihm am Ende des Films noch behilflich sein wird.
In der nächsten Szene tritt erstmals Brösel auf. Er ist in der Gewalt von König Griesgram dem Groben, dem Herrscher der im Debakel-Gebirge gelegenen Grafschaft Geiergrab. Diesen sollte Brösel mit einem Film erheitern. Griesgram leidet allerdings an einer Krankheit, dem chronischen Lachmuskelkrampf, und kann deshalb nicht lachen. Er macht Brösel klar, dass er schon Komiker wie Laurel und Hardy, Heinz Erhardt, Karl Valentin, Buster Keaton, Otto Waalkes und Woody Allen köpfen ließ, weil sie ihn nicht zum Lachen bringen konnten. Brösel erhält nun vom König drei Tage Zeit, um ihn zum Lachen zu bringen.
Als Brösel in seiner Kerkerzelle sitzt und keine Einfälle hat, bekommt er unerwartet Hilfe von Rumpelstilzchen, das ihm einen magischen Wunderkugelschreiber schenkt, mit dem er geniale Geschichten zeichnen kann. Als Gegenleistung muss Brösel die Erfüllung eines Wunsches versprechen. Brösel, der kaum eine Alternative hat, nimmt das Angebot an und beginnt mit dem Wunderstift zu zeichnen, die Szene geht über in den von Brösel gezeichneten Film. Als jedoch der König den Film sieht, kann er darüber gar nicht lachen und lässt Brösel köpfen. Hier erwacht Brösel aus seinem Traum.
Zurück in der Realität steht Brösels Filmproduzent Gerd Geldhai vor seiner Tür und will, dass Brösel endlich mit seinen Zeichenentwürfen fertig wird. An einen Tipp von Rumpelstilzchen aus dem Traum denkend, zeichnet Brösel also „einen Schwank aus seiner Jugend“, den der Zuschauer wieder als Trickfilmeinschub zu sehen bekommt. Am Ende des Einschubs ist Brösel mit seiner Arbeit fertig und gibt die Zeichnungen zur Post. Der Schalterbeamte verwechselt, abgelenkt von einer hübschen Blondine, Brösels Paket mit einem anderen. Daraufhin landen Brösels Zeichnungen in einem Plumpsklo in Sibirien, und Gerd Geldhai bekommt ein Paket voller Wärmflaschen und Klopapier.
Brösel startet notgedrungen einen zweiten Versuch und geht wieder an die Arbeit, die wieder als Zeichentrickfilm gezeigt wird. Als er fertig ist, will er die Zeichnungen persönlich zum Produzenten bringen. Als er jedoch mit seinem Motorrad in einen Tunnel braust, stößt er mit einem LKW zusammen, dessen Fahrer nicht auf die Straße, sondern in seinen Werner-Comic schaute. Brösel landet im Krankenhaus. Doch er ist nicht kleinzukriegen. Im Krankenhaus nutzt er eine Spritze, um „Tinte“ aus seinem Raucherbein zu ziehen, und fertigt damit wieder neue Zeichnungen und damit ein weiteres Trickfilmkapitel an. Dieses Material schafft es schließlich zur Premiere des Films, auf der Brösel in Begleitung seiner Krankenschwester erscheint. Der Film stellt sowohl den Produzenten als auch das Publikum zufrieden.
Als Brösel während der Premiere zur Toilette muss, erscheint ihm dort das Rumpelstilzchen und fordert die Erfüllung des Wunsches: Brösel soll es als Dank für die Hilfe heiraten, denn der König hatte in dem Moment, als Brösel enthauptet wurde, doch noch gelacht. Als beide bei ihrer Hochzeit vor dem Pfarrer Amen stehen, will Rumpelstilzchen ihren Namen nicht verraten. Doch der Pfarrer erinnert sich an den Vorfall im Wald und beginnt zu raten. Nach den ersten beiden Versuchen (Alf und Steffi Graf) wiegt sich Rumpelstilzchen schon in Sicherheit, doch als der Pastor beim dritten Versuch ihren richtigen Namen nennt, wird sie lautstark wütend und verwandelt sich in eine hübsche junge Frau. Daraufhin kann die Hochzeit fortgesetzt werden und endet mit einem gemeinsamen Sauflied, in das die gesamte Gemeinde und der Pastor einstimmen. Nach dem Hochzeitskuss zwischen Brösel und der jungen Frau verwandelt sich Letztere in einen Frosch.
Am nächsten Morgen sieht man Brösel, zusammen mit der Krankenschwester, im Bett liegen. Brösel wird vom Telefon aus dem Schlaf gerissen: Filmproduzent Geldhai eröffnet dem schockierten Brösel, dass er eine vertragliche Option auf eine Fortsetzung des Films habe. Es bleibt offen, ob die Szenen zwischen Brösel und Rumpelstilzchen in der Realität oder nur in Brösels Träumen stattfanden.

## Handlung der Zeichentricksequenzen

### Das Fußballspiel (Vorführung beim König)
Werner begrüßt die Zuschauer aus seiner Dachgeschosswohnung am Kieler Wochenmarkt. Er wirft einen Fußball mitten in das frühmorgendliche Marktgedränge und verursacht so ein unfreiwilliges Fußballspiel zwischen Verkäufern und Besuchern (1. FC Süderbrarup gegen Holzbein Kiel), das von den Polizisten Bruno und Helmut als natürlich ebenfalls unfreiwilligen Schiedsrichtern „geleitet“ wird. Mit teils bissigen Bemerkungen kommentiert Werner, wie das unkontrollierte Ballspiel schrittweise den Markt zerstört und am Ende zu einer wutentbrannten Schlägerei führt, wobei die beiden Polizisten keine Kontrolle mehr haben.

### Der Rohrbruch (Vorführung beim König)
Dieses Stück beschreibt einen Abschnitt aus Werners Lehrzeit und führt seine Ausbildungsstätte mit Meister Röhrich und Geselle Eckat ein. Das Trio hat den Auftrag, bei Frau Hansen eine Leckage an einer Verschraubung abzudichten. Doch noch im Treppenhaus kommt es zu einer Auseinandersetzung mit Frau Gloer, die gerade das Treppenhaus gewischt hat: Der mit einem Waschbecken und zusätzlichen Baumaterialien schwer beladene Werner hat vergessen, sich im Flur die Schuhe abzutreten. Frau Gloer angelt mit einem Wischmopp nach Werner, der daraufhin zu Boden fällt und das Waschbecken zerbricht. Nun soll er neu feudeln, während Meister Röhrich ihn auffordert, möglichst bald Eckat in der Wohnung von Frau Hansen zur Hand zu gehen. Derweil bemüht sich Eckat, die Leckage durch Nachziehen der Ventilverschraubung zu beheben, resigniert dann aber und erklärt dem inzwischen anwesenden Werner, dass ein Ventiltausch notwendig sei. Der nach einem Umtrunk mit Frau Hansen eintreffende Meister Röhrich greift ein, verlängert die Zange mit einem Rohr und reißt in der Folge das Ventil von der Leitung ab, sodass die Wohnung überflutet wird. Werner wird geschickt, um die Hauptleitung zu schließen, was sich aufgrund des verschwundenen Schlüssels für den Keller als schwierig erweist. Derweil muss Meister Röhrich die Toilette von Frau Gloer freimachen, wobei er sich derart verklemmt, dass er mit dem Kopf im Becken steckenbleibt und die Toilettenschüssel abreißt. Die Toilette auf dem Kopf tragend, torkelt er durch die Wohnung und stürzt wie ein Artist aus dem Fenster. Unten angekommen, taumelt er orientierungslos zurück ins Haus und im Wohnzimmer von Frau Hansen angekommen wieder zum Fenster hinaus in den mittlerweile völlig verschmutzten und überfluteten Hof des Hauses. Werner gestaltet die außer Kontrolle geratene Situation wie eine Show, indem er die kläglichen Versuche seines Meisters, seine beiden Mitarbeiter zu finden (bei denen er wiederholt aus dem Fenster fällt), wie ein Sportmoderator kommentiert und dabei Haltungsnoten vergibt.

### Baustelle
Man sieht Werner wieder einmal in Röhrichs Firma. Er soll einen Heizkörper und eine Gasflasche für Eckat mit seinem Moped zur Großbaustelle schaffen. Die Sachen sind aber so schwer, dass nur ein Anhänger in Frage kommt. Werner glaubt eine Anhängerkupplung abstauben zu können, doch sein Meister regelt das auf seine Art mit einem Stück Draht. Während Werner auf Fahrt ist, träumt er von einem größeren Chopper und rast bergab auf die Baustelle zu. Weil die Bremse seines Mopeds versagt, landet er im Schlamm und verteilt die Gegenstände für Eckat in der Gegend. Um den Anhänger zu befreien, besetzt er den Kran und zerstört so einiges bzw. hebt das Toilettenhäuschen hoch, in dem Röhrich gerade sein Geschäft verrichtet. Eckat rettet Werner vor dem Meister, doch der macht wutentbrannt die beiden zur Schnecke. Werner und Eckat sollen konzentriert arbeiten, doch nachdem der Meister verschwunden ist, zieht es Eckat vor, bei den Maurern ein Bier trinken zu gehen. Werner nutzt dies, um eine Gasbombe zu bauen. Doch er wird gestört und von Eckat zum Biertrinken mit den Maurern gerufen. Als Röhrich und der Abnahmeleiter Herr Hüpenbecker die Baustelle inspizieren, explodiert Werners Bombe und zerstört einen großen Teil des Rohbaus. Röhrich und Hüpenbecker überleben die Explosion desorientiert und werden von Eckat und einem der Maurer hinaus geführt. Glücklicherweise hat Werner am nächsten Tag Berufsschule.

### Beim TÜV
Werner trifft seinen Rocker-Kumpel Herbert beim TÜV. Werner will seinen Wurstblinker eintragen lassen, der auch mit anderen Dosen-Lebensmitteln nutzbar ist. Herbert hat dagegen einen Bierdosenhalter zum Eintragen. Während die beiden auf die Prüfingenieure warten, machen diese sich an den Maschinen zu schaffen und bezeichnen sie als nicht verkehrsgerecht. Es kommt zu einer wilden Diskussion zwischen Werner, Herbert und den Prüfern um die Frage, wie ein Motorrad auszusehen hat. Da sich die beiden weigern, die Eintragungen vorzunehmen und es Beleidigungen beider Seiten hagelt, entschließen sich Werner und Herbert, das TÜV-Gelände zu verlassen.

### Im Krankenhaus
Werner liegt schwerverletzt im Krankenhaus und hat nur den Wunsch nach Ruhe und Schlaf. Aber er wird ständig von den Krankenschwestern und Putzfrauen geweckt; erst zum Waschen und Fieber messen, dann zum Betten machen und zur Visite durch die Oberschwester und zuletzt wegen des Frühstücks. Das aggressive Verhalten Werners bestärkt die Krankenschwestern, ihm eine Beruhigungsspritze und einen Einlauf zu verpassen. Währenddessen wird Werner ein weiteres Mal geweckt, diesmal von der Putzfrau und ihrer lauten Bohnermaschine. Dieser stößt gegen den Kleiderschrank, wo Werner seine letzten Bierreserven gebunkert hat, welche nun das Krankenhaus fluten. Die Oberschwester wird auf dem Weg zu Werners Zimmer von der Flutwelle getroffen und die Spritzen in die Luft geschleudert. Der Chefarzt und seine Kollegen führen gerade die Visite durch und werden von den Spritzen betäubt, die Oberschwester bekommt ihren eigenen Einlauf zu schmecken. Werner flüchtet in einem Fass schwimmend aus dem Krankenhaus direkt in den Beiwagen von Andis Motorrad und beide „schüsseln“ in Richtung Strand. Doch dort angekommen, schläft Werner sofort ein. Als seine Kumpel, durch Rauchsignale angelockt, ankommen, mixen sie ihm einen kräftigen Kaffee, damit er wieder auf die Beine kommt. Durch den Kaffee aufgeputscht rennt Werner an den Strand und macht einen „Flachköpper“ ins Wasser.

### Das Lokal (Premieren-Film)
Der letzte Teil spielt sich in einer Kneipe ab, die von einem Berliner geleitet wird, der die Eigenarten der Norddeutschen missversteht und so einiges einstecken muss. Nebenbei gibt es noch eine Skatrunde, deren Spieler von Kommunikationsproblemen geplagt werden. Werner und seine Rockerkumpel tauchen im Lokal auf und der Präsident bestellt beim Kellner „sechs Mal Saft“. Beide haben jedoch bei der Bestellung ebenfalls Verständigungsprobleme. So missversteht der Kellner den „Saft“ als Fruchtsaft statt Bier und will wahlweise „Ananas“ machen. Der Präsident denkt jedoch seinerseits, dass der Kellner seine Freundin Anna nass machen will. In der Folge kommt es zu einem lautstarken Ausraster und zur Zerstörung des Lokals.

## Hintergrund
- Die Drehbucherstellung begann nach der Kontaktaufnahme mit Eichingers Constantin Film im Sommer 1987[1], zuerst unter dem Arbeitstitel Werner – Eiskalt!, was damals gerade der neueste erschienene Werner-Band war. Die Zeichentrick- und Realproduktion zog sich insgesamt von Anfang 1989 bis Herbst 1990 hin; Brösel schrieb über den Abschluss der Arbeit am Trickteil im Buch zum Film: „Fertich war Dienstachs. Ich ging raus und kuckte mich ersma um nach all der Zeit. - Die Mauer war wech, der Sozialismus war wech, Honecker war auch wech ... aber mein Bock war noch da!“[2]
- Die Dreharbeiten für die Realfilmsequenzen fanden zwischen Juni und September 1990 in Berlin, Kiel, und Flensburg statt.
- Kinostart in Deutschland war am 29. November 1990, Erstausstrahlung im deutschen Fernsehen am 2. April 1994 auf RTL.
- Die Produktionskosten wurden auf 8 Millionen Deutsche Mark geschätzt. Mit rund 4,9 Millionen Kinobesuchern war der Film der dritterfolgreichste Film des Jahres 1990 in Deutschland, hinter Kuck mal, wer da spricht! und Pretty Woman. Zu seiner Zeit war er damit der zweiterfolgreichste einheimische Film in Deutschland seit Beginn der Erfassung der Zuschauerzahlen nach Otto – Der Film (1985; 14,5 Millionen Besucher in Gesamtdeutschland).
- Das Fußballspiel stammt aus dem Comicband Werner – Alles klar? (1982), der Rohrbruch (alias Lehrjahre II) aus Werner – Normal ja! (1987), die Baustelle (alias Lehrjahre I) aus Werner – Wer sonst? (1983), Beim TÜV aus Werner – Eiskalt! (1985) und im Krankenhaus aus Werner – Wer sonst?. Das Lokal setzt sich aus verschiedenen Geschichten der Bände Werner – Oder was? (1981) bis Werner – Normal ja! zusammen. Für die Strandparty gibt es keine direkte Vorlage, allerdings findet sich eine Szene am Strand in Werner – Besser is das! (1989) und das Ambiente sowie mehrere Elemente wie ein V2-Motorrad als Kaffeemühle tauchten bereits in Werner – Alles klar? auf. Der Flachköpper stammt ursprünglich aus einer aus lediglich drei Bildern bestehenden Komik aus Werner – Oder was?.

## Musik
Der Soundtrack-Titelsong von Torfrock wurde Anfang 1991 Nummer eins der deutschen Singlecharts. Zunächst hatte Torfrock den Refrain „Beinhart wie ein Wrack am Strand, beinhart wie das Arbeitsamt“ erdacht, woraus dann die Zeile „Beinhart wie 'n Rocker, beinhart wie 'n Chopper“ wurde. Zuvor war das Lied Pump ab das Bier von Werner Wichtig Nummer eins der Musikcharts gewesen, ein Lied, in dem es um die Verherrlichung von Biergelagen (im Werner-Jargon als „abpumpen“ bezeichnet) geht. Vorerst war jedoch geplant, dass das Titellied Wir brauchen… Werner von der Band Die Ärzte kommen sollte. Da sich die Ärzte zu diesem Zeitpunkt schon offiziell aufgelöst hatten, entsprach das Lied nicht den Erwartungen und kam somit nicht als Titel-, sondern als Abspannlied in den Film.
Der Rest der im Film verwendeten Musik besteht aus Titeln der Rock-’n’-Roll- bzw. Twist-Ära, die Brösel als Kind erlebte. Vor allem diese Zeit diente als Vorlage für die Werner-Welt. Unter anderem ist der Titel Ich bin ein Mann von Ted Herold zu hören.

## Kritiken
Das Lexikon des internationalen Films urteilte: „Der Versuch von Comic-Zeichner Brösel alias Rötger Feldmann, seine Erfolgsfigur „Werner“ auch im Kino zu lancieren, ist zumindest künstlerisch ein kompletter Fehlschlag. [...] Wiewohl technisch sauber, fehlt den Film-Comics jeglicher Witz; gleiches gilt für die in Realfilm gedrehte notdürftige Rahmenhandlung.“
Der cineclub.de wertete: „Und somit ist es kein Wunder, dass "Werner - Beinhart" damals nicht nur über 5 Millionen Zuschauer in die Kinos lockte, sondern auch der Titelsong "Beinhart" von Torfrock (...) noch heute ein Riesenerfolg ist. Geniale Dialoge tun ihr Übriges und die Lachmuskeln brauchen nach rund 85 Minuten reiner Comedy erstmal eine ordentliche Ladung Bölkstoff, sonst wird dat wohl nix mehr.“
Kritiker Willi Winkler schrieb im Spiegel: „Zur Bekräftigung und um eine Handvoll filmfremder Produkte (darunter sein eigenes Bier) zu platzieren, tritt Rötger-Brösel selber auf, spielt sich selber und macht sich selber fertig: Wenn die Zeichen-Figur mit dem phallischen Zinken und dem lispelnden Vorbiß noch einen kleinen, wenn auch bescheidenen Witz hatte, ist der im Film längst dahin.“
Prisma urteilte: „Der Versuch des Produzenten Bernd Eichinger, die populäre Comic-Figur ‚Werner‘ von Rötger ‚Brösel‘ Feldmann in einer Mischung aus Real- und Animationssequenzen auch fürs Kinopublikum zu gewinnen, ist in den Zeichentrickszenen sehenswert, die Realsequenzen sind eher peinlich. Eichinger machte satte sechs Millionen Mark locker, um Deutschlands erfolgreichstem Comic-Anarcho Leben einzuhauchen. Der Film war eine der erfolgreichsten deutschen Kino-Produktionen 1990. Die beiden Zeichentrick-Nachfolger waren allerdings weniger gut, der letzte sogar unerträglich.“

## Trivia
Die Szene, in der die Australopithecinen einen Kasten Bölkstoff entdecken, ist eine Parodie des ersten Aktes von 2001: Odyssee im Weltraum. In der Szene wird die Komposition Also sprach Zarathustra gespielt.
Der Name Holzbein Kiel ist eine Anspielung auf den Sportverein Holstein Kiel.

## Fortsetzungen
Bislang sind vier Fortsetzungen erschienen:
- 1996: Werner – Das muß kesseln!!!
- 1999: Werner – Volles Rooäää!!!
- 2003: Werner – Gekotzt wird später!
- 2011: Werner – Eiskalt!

Die 1996, 1999 und 2003 veröffentlichten Fortsetzungen sind reine Zeichentrickfilme, erst Werner – Eiskalt! greift die Kombination aus Real- und Zeichentrickfilm des ersten Teils wieder auf.